# شبرا السلام
قرية شبرا السلام هي إحدى القرى التابعة لمركز منيا القمح في محافظة الشرقية في جمهورية مصر العربية. حسب إحصاءات سنة 2006، بلغ إجمالي السكان في شبرا السلام 7090 نسمة، منهم 3698 رجل و3392 امرأة.

## التاريخ
قرية شبرا السلام من القرى القديمة، حيث وردت باسم «شبرا مقمص» في أعمال الشرقية ضمن قرى الروك الصلاحي التي أحصاها ابن مماتي في كتاب قوانين الدواوين، كما وردت باسم «شبرى مقمص» في أعمال الشرقية ضمن قرى الروك الناصري التي أحصاها ابن الجيعان في كتاب «التحفة السنية بأسماء البلاد المصرية». وفي العصر العثماني ورد اسمها في التربيع العثماني الذي أجراه الوالي العثماني سليمان باشا الخادم في عصر السلطان العثماني سليمان القانوني ضمن قرى ولاية الشرقية، وفي تاريخ 1228هـ/1813م الذي عدّ قرى مصر بعد المسح الذي قام به محمد علي باشا باسم «شبرا قمّص» ضمن قرى مديرية الشرقية، وقد تغير اسم القرية حديثًا إلى شبرا السلام.